# Поведенческие факторы
Поведенческие факторы — это показатели поведения пользователя при посещении ресурса и его удовлетворенности результатом.

## Влияние на ранжирование
Поведение пользователя влияет на ранжирование сайта в поисковых системах. Поисковики анализируют его, чтобы определить, насколько сайт соответствует запросам и ожиданиям людей.
Влияние поведенческого фактора является основной составляющей формулы ранжирования на следующих крупных сайтах в российском сегменте интернета: wb.ru, ozon.ru, yandex.ru, avito.ru
В интернете  популярна услуга по оказанию влияния  на эту переменную в формуле ранжирования